# Tom Dowd
Thomas John Dowd, detto Tom (New York, 20 ottobre 1925 – Aventura, 27 ottobre 2002), è stato un produttore discografico statunitense.

## Biografia
Nato a Manhattan, è cresciuto in una famiglia di musicisti dal momento che sua madre era cantante lirica e suo padre un konzertmeister. Si è formato al City College di New York e poi alla Columbia University.
La sua carriera è iniziata dopo aver firmato un contratto con la Atlantic Records nel 1947. Tra i primi artisti con cui ha lavorato vi sono Ray Charles, The Drifters, The Coasters, Ruth Brown, Bobby Darin, John Coltrane, Ornette Coleman e Charlie Parker.
La sua carriera è proseguita con grande successo fino al XX secolo. Dowd ha collaborato, tra gli altri, con Eric Clapton, Lynyrd Skynyrd, Derek and the Dominos, Rod Stewart, Wishbone Ash, New Model Army, Cream, Lulu, Chicago, The Allman Brothers Band, Joe Bonamassa, Meat Loaf, Sonny & Cher, The Rascals, Willie Nelson, Diana Ross, The Eagles, Kenny Loggins, James Gang, Dusty Springfield, Otis Redding, Aretha Franklin, Charles Mingus, Herbie Mann, Joe Castro, Primal Scream e altri.
Nel febbraio 2002 ha ricevuto il Grammy Trustees Award.
Nell'ottobre dello stesso anno è morto a causa di una broncopneumopatia cronica ostruttiva in Florida, dove lavorava.
Nel 2004, nel film Ray, Dowd è interpretato da Rick Gomez.
Nel 2012 Dowd è stato inserito nella Rock and Roll Hall of Fame.

### Filmografia
- Tom Dowd and the Language of Music (documentario incentrato sulla sua vita diretto da Mark Moormann, 2004)